# ベネディクト (スロベニア)
ベネディクト(Benedikt)は、スロベニアの市である。